# Miles Aiken
Miles Aiken (New York, 27 dicembre 1941) è un ex cestista e allenatore di pallacanestro statunitense, professionista in Spagna e in Italia.

## Carriera
Vinse per due volte la Coppa dei Campioni con il Real Madrid (1967, 1968).